# Traude Votruba
Traude Votruba (* 10. Oktober 1942 in Felixdorf) ist eine ehemalige österreichische Politikerin (SPÖ). Votruba war Mitglied des Bundesrates und von 1981 bis 1999 Landesrätin in der Niederösterreichischen Landesregierung.

## Ausbildung und Beruf
Votruba besuchte von 1948 bis 1952 die Volksschule in Felixdorf und wechselte danach an die örtliche Hauptschule. Zwischen 1956 und 1960 absolvierte Votruba die Höhere Bundeslehranstalt für wirtschaftliche Frauenberufe in Baden, die sie mit der Matura abschloss. Votruba war danach von 1960 bis 1961 als Hotelsekretärin im Berghotel Patscherkofel beschäftigt und arbeitete von 1961 bis 1963 als Schreibkraft beim Landesarbeitsamt für Niederösterreich. Sie war zudem von 1963 bis 1971 Berufsberaterin beim Arbeitsamt Wiener Neustadt.

## Politik
Votruba gehörte zwischen 1970 und 1985 dem Gemeinderat von Felixdorf an und vertrat die SPÖ Niederösterreich zwischen dem 21. Juni 1979 und dem 7. April 1981 im Bundesrat. Nach der Aufstockung der Niederösterreichischen Landesregierung von sieben auf neun Regierungsmitglieder wurde Votruba am 9. April 1981 für die SPÖ in die Landesregierung gewählt, der sie bis zum 18. November 1999 angehörte. Votruba, die aus gesundheitlichen Gründen von ihrem Amt zurücktrat, war zudem ab 1982 Bezirks Frauenvorsitzende der SPÖ Wiener Neustadt, Bezirksparteivorsitzender-Stellvertreterin in Wiener Neustadt und ab 1987 Landesfrauenvorsitzende sowie Landesparteivorsitzender-Stellvertreterin der SPÖ Niederösterreich. Votruba wurde nach dem Ausscheiden aus der Politik Ehrenvorsitzende der SPÖ-Frauen Niederösterreich.

## Auszeichnung
- Silbernes Komturkreuz mit dem Stern des Ehrenzeichens für Verdienste um das Bundesland Niederösterreich